# Luke Copse British Cemetery
Le Luke Copse British Cemetery est un cimetière militaire de la Première Guerre mondiale, situé sur le territoire de la commune de Puisieux, dans le département du Pas-de-Calais, au sud d'Arras.

## Localisation
Ce cimetière est situé à 2 km au sud-ouest  du village, le long de la D 919 après le hameau de Serre-lès-Puisieux. On y accède après avoir emprunté un chemin rural dont l'entrée se trouve juste avant le Serre Road Cemetery N°1 sur environ 500 m.
Quatre autres cimetières militaires britanniques se trouvent à proximité immédiate :
- Serre Road Cemetery N°3 à 400 m au sud-ouest
- Queens Cemetery, Puisieux à 200 m au sud
- Railway Hollow Cemetery à 200 m au sud-ouest
- Sheffield Memorial Park à 200 m au sud-ouest.

## Histoire

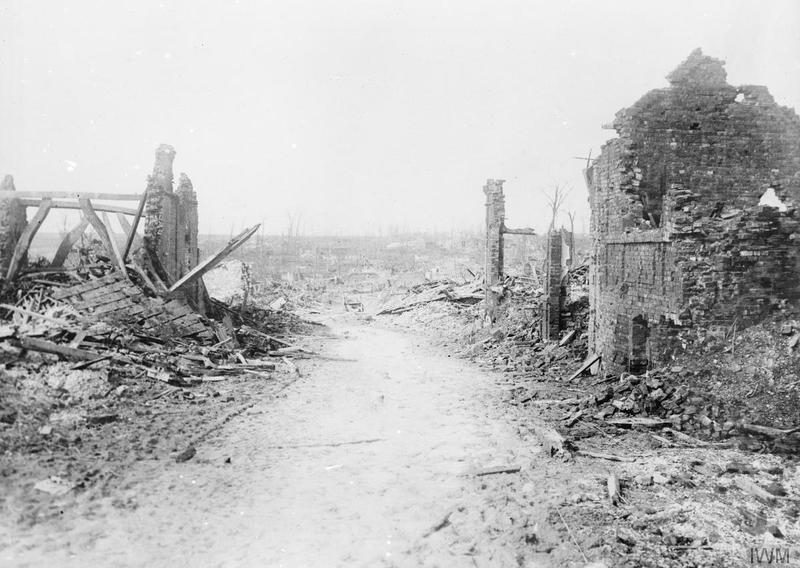
Les ruines du village après la bataille de l'Ancre en mars 1917.

Le village de Puisieux est pris par les forces du Commonwealth le 28 février 1917, perdu le 26 mars 1918 et récupéré définitivement le 21 août suivant.
Au printemps 1917, les champs de bataille de la Somme et de l'Ancre sont dégagés par le Ve Corps et un certain nombre de nouveaux cimetières sont créés. Le cimetière britannique de Luke Copse (initialement connu sous le nom de cimetière du Ve Corps no 19) se trouve sur l'ancienne ligne de front de juillet 1916. Il tire son nom de l'une des quatre bosquets qui se trouvaient à proximité de la  ligne de front, entre Serre et Hébuterne. Les tombes sont celles des victimes des 31e et 3e divisions, mortes lors des attaques des 1er juillet et 13 novembre 1916.
Il y a maintenant 72 sépultures de la Première Guerre mondiale dans le cimetière, dont 28 non identifiées.

## Caractéristiques
Ce cimetière a un plan rectangulaire de 40 m sur 8 et est clos par un muret de moellons. Le cimetière a été conçu par l'architecte britannique Noel Ackroyd Rew  (d).

## Galerie

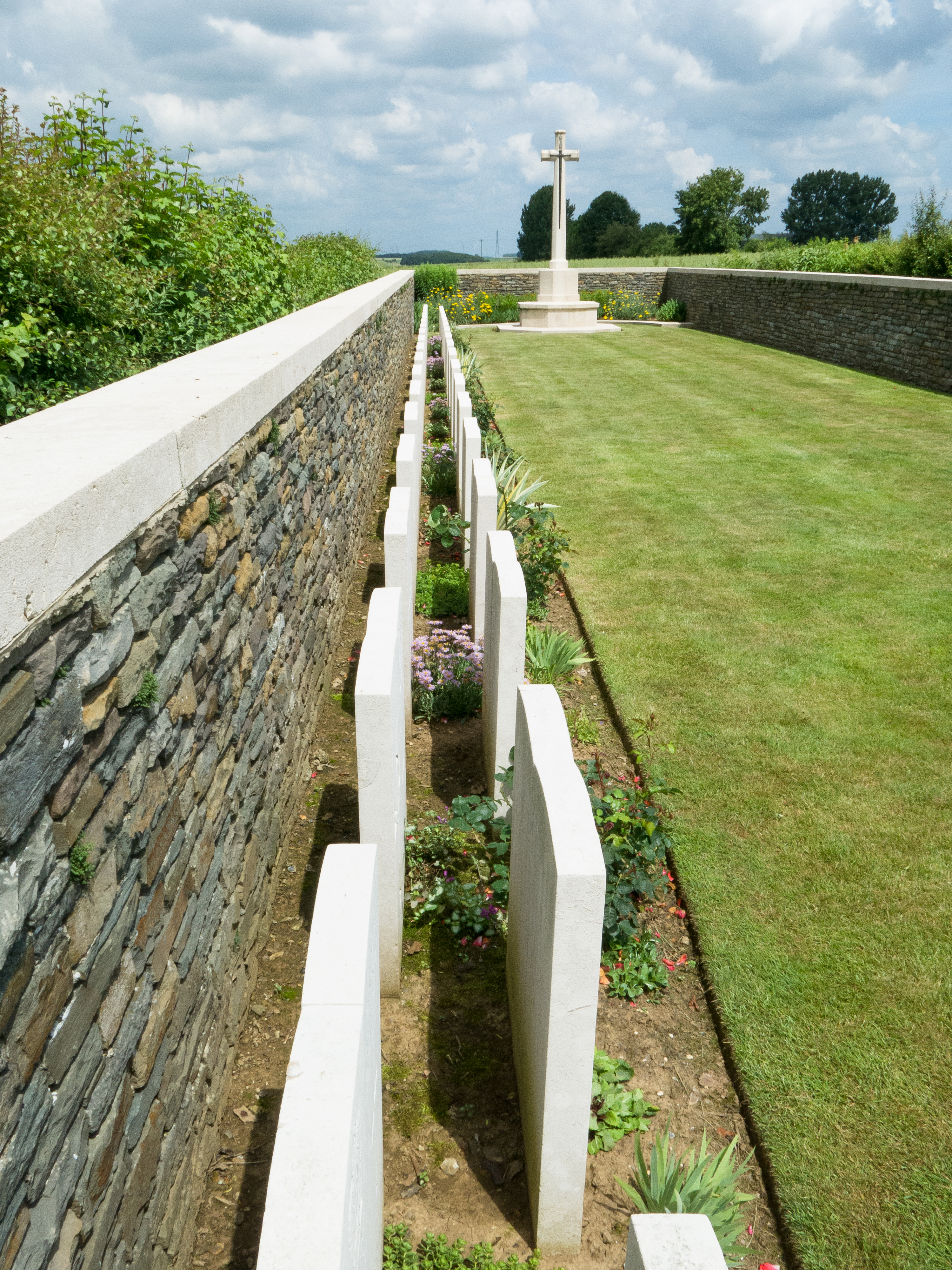
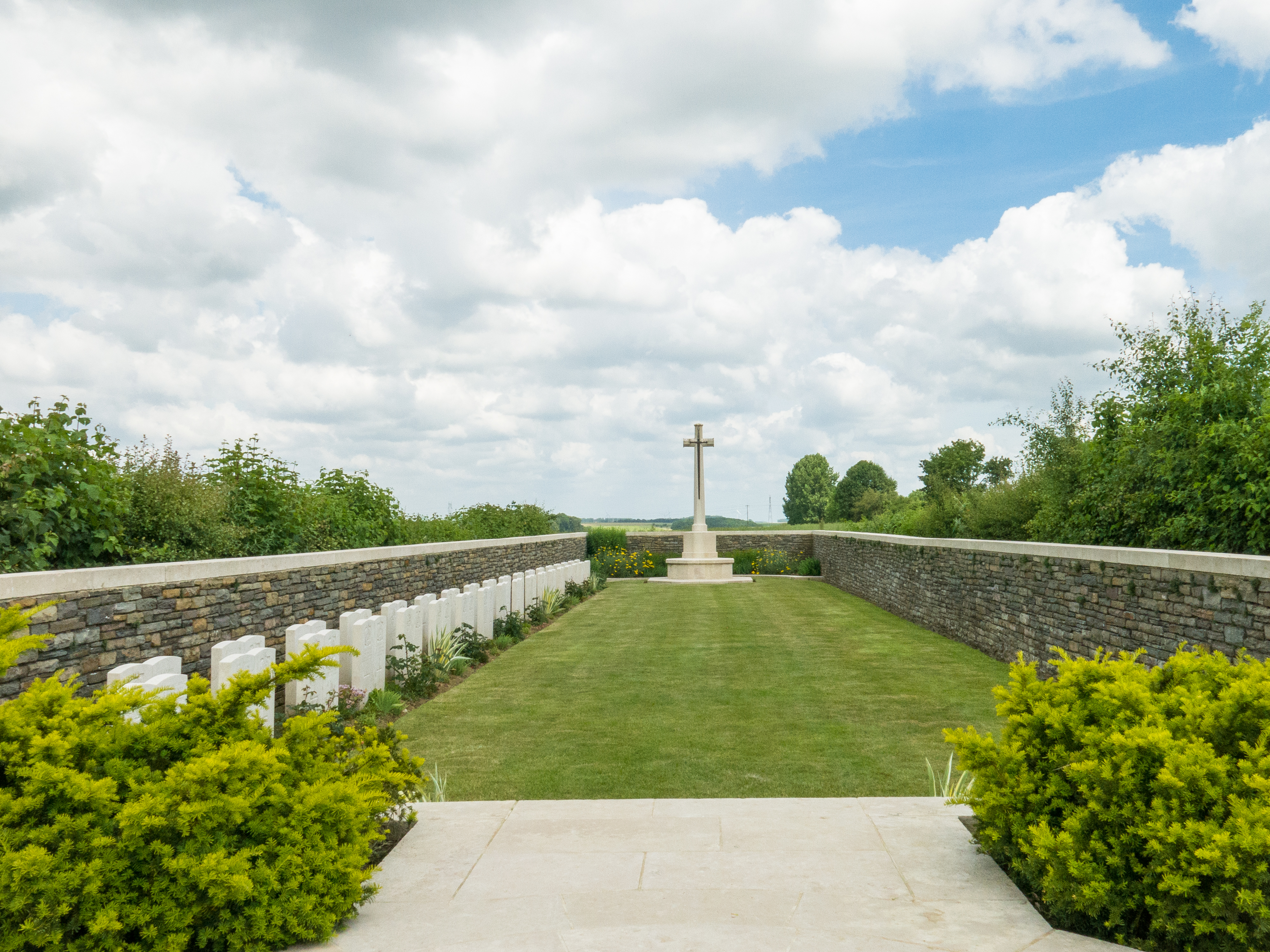
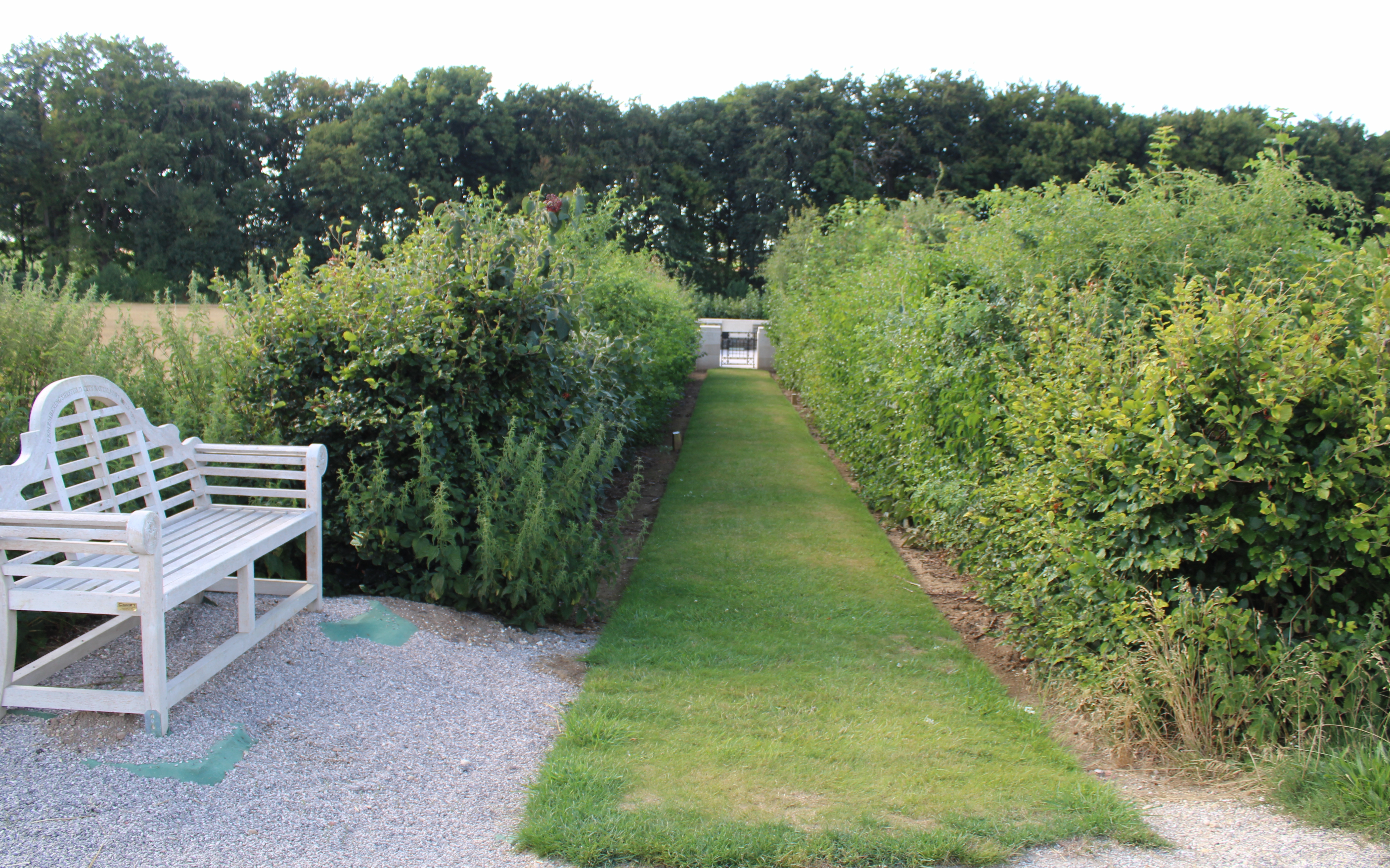
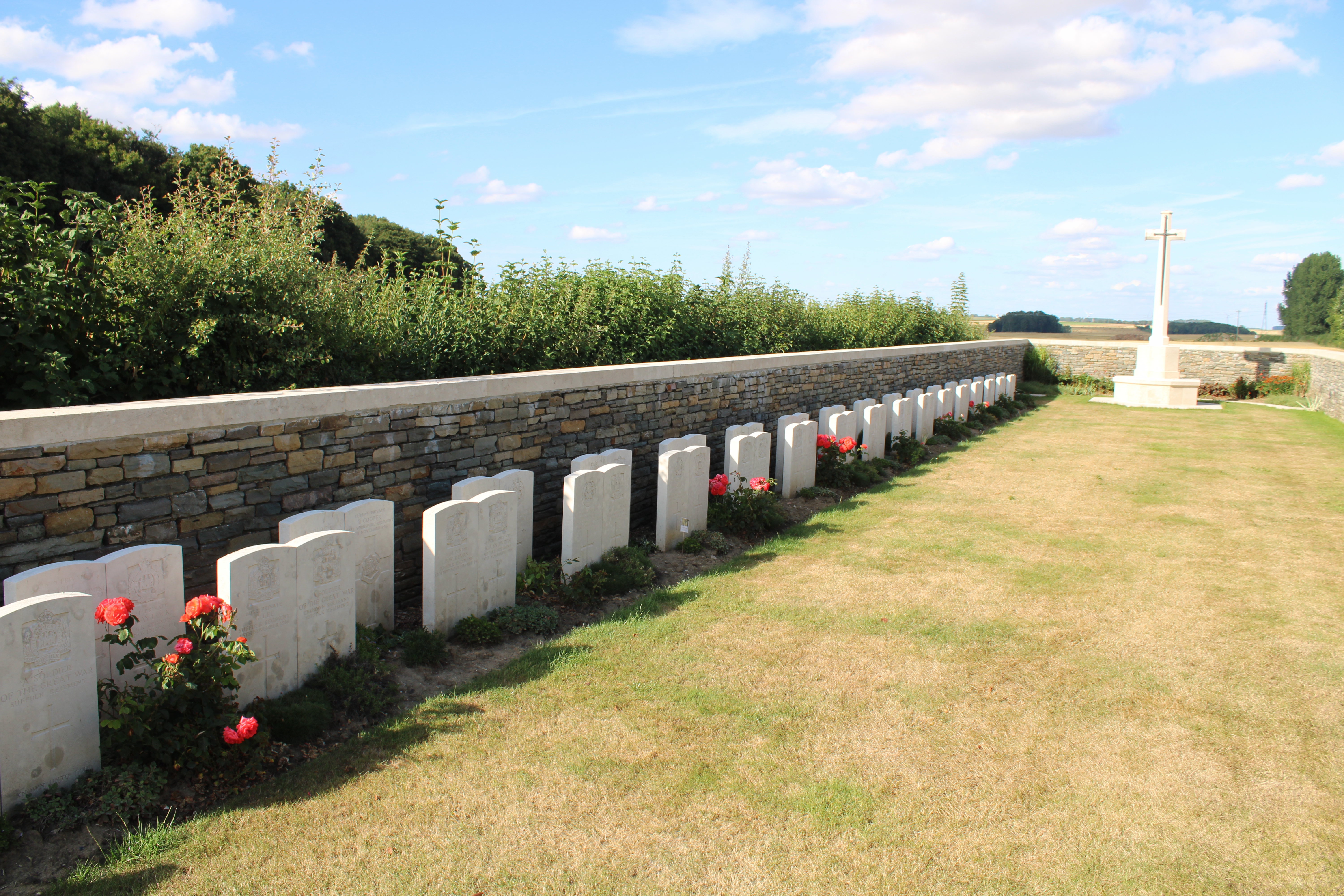
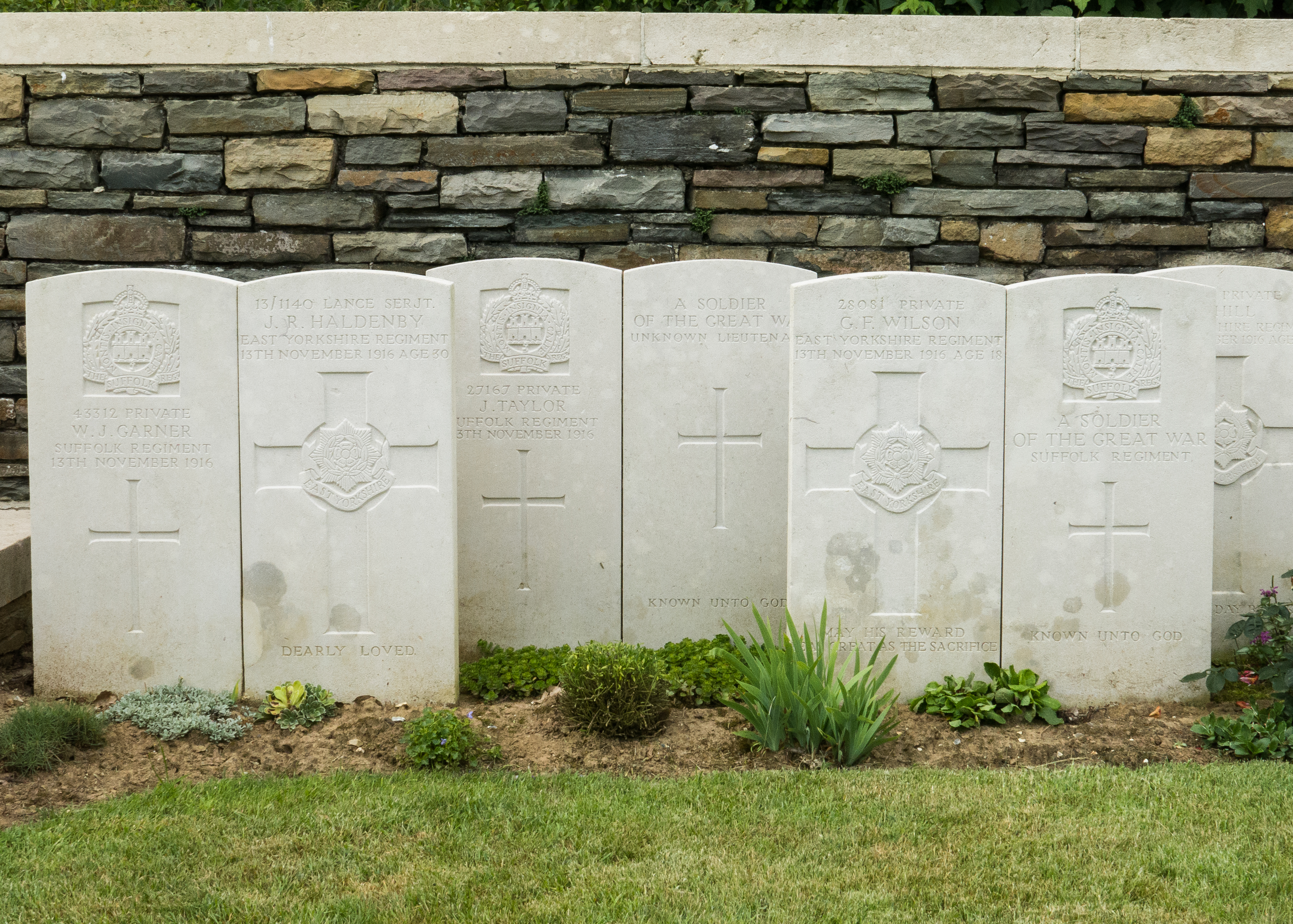
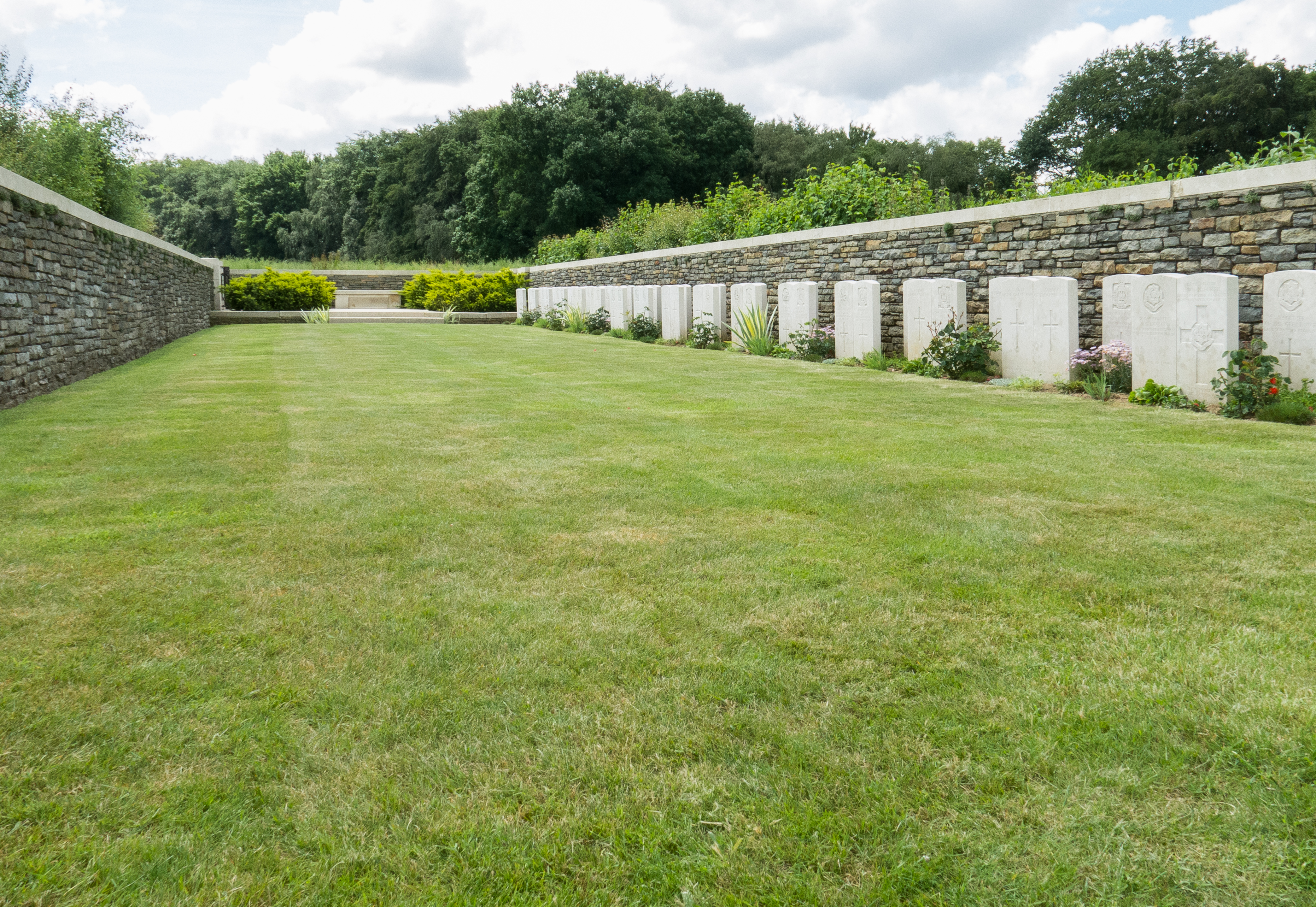

## Sépultures
| Pays        | Sépultures |
| ----------- | ---------- |
| Royaume-Uni | 72         |

## Pour approfondir